# Seelensdorf
Seelensdorf [ˈzeːln̩sdɔʁf] ist ein Gemeindeteil der Stadt Havelsee  im Landkreis Potsdam-Mittelmark im Land Brandenburg und ist Teil des Amtes Beetzsee. 2002 schloss sich die Stadt Pritzerbe, zu der Seelensdorf gehörte, freiwillig mit den Gemeinden Briest, Fohrde und Hohenferchesar zur Stadt Havelsee zusammen, zu welcher 2008 noch das Dorf Marzahne wechselte. Seelensdorf liegt im Norden des Stadtgebietes.

## Geschichte
Bereits in vorgeschichtlicher Zeit war die Gegend Havelsees von Menschen bewohnt. Anhand archäologischer Funde konnten Besiedlungen des Raums spätestens seit der mittleren Steinzeit nachgewiesen werden. So wurden im Gebiet des Pritzerber Sees zahlreiche Artefakte aus Knochen und Geweih ausgegraben, die in die jungpaläolithische beziehungsweise mesolithische Zeit datiert werden konnten. Man fand beispielsweise Spitzen, knöcherne Angelhaken und ein Schwirrgerät. Aus der Bronzezeit stammt ein nordöstlich der Stadt Pritzerbe entdecktes Hügelgrab. Eisenzeitliche Grabfelder wurden in der Umgebung des Pritzerber Sees gefunden.
In seinem Werk Germania beschreibt Tacitus die Gegend östlich der Elbe bis an die Oder als Siedlungsgebiet des suebischen Stamms der Semnonen. Bis auf wenige Restgruppen verließen die Semnonen noch vor beziehungsweise spätestens während der Zeit der Völkerwanderung ab dem 3. beziehungsweise 4. Jahrhundert ihr altes Siedlungsgebiet an der Havel in Richtung des Rheins. Ab dem 6. Jahrhundert zogen slawische Stämme aus dem Osten kommend in den nach der Abwanderung der Germanen seit etwa einhundertfünfzig Jahre weitgehend siedlungsleeren Raum. Reste germanischer Bevölkerung gingen in der slawischen Mehrheitsbevölkerung auf.
Die Ersterwähnung als Selingestorp, Selingstorff stammte aus dem Landbuch Kaiser Karls IV. von 1375. Das Dorf umfasste 26 Hufen. Von denen gehörten dem Pfarrer 2 und den Vollbauern 24 Hufen. Außerdem lebten in der Ortschaft 6 Kossäten. Ganz Seelensdorf hatte Heine von Brösigke als Lehnen vom Bischof von Brandenburg, es lag also im Hochstift Brandenburg. Die nächste Aufzeichnung über den Ort stammt aus dem Jahr 1393, als das Dorf in den Besitz des Domkapitels Brandenburg kam. Gegen 1400 wurde Seelensdorf wahrscheinlich aufgelassen und damit zwischenzeitlich zur Wüstung. Erst im Jahr 1541 wurde der Ort wieder genannt. Zu dieser Zeit habe es dort lediglich eine Schäferei gegeben. Im weiteren zeitlichen Verlauf wurde Seelensdorf als Vorwerk beschrieben.
Politisch gehörte Seelensdorf mit Pritzerbe seit 1815 der damals neugegründeten preußischen Provinz Brandenburg an. Ein Jahr später wurde der Landkreis Westhavelland gegründet, dem diese Orte angegliedert waren. Nach dem Zweiten Weltkrieg und der Gründung der DDR 1949 wurde Pritzerbe mit allen heute zu Havelsee gehörenden Orts- und Gemeindeteilen 1952 dem Landkreis Brandenburg, der 1993 im Kreis Potsdam-Mittelmark aufging und damit dem neuen Bezirk Potsdam, der bis 1990 bestand, zugeordnet.

## Naturräume
Im Norden des Gemeindeteils Seelensdorf befindet sich der Erlenbruchwald der Pritzerber Laake, einer eiszeitlichen Schmelzwasserrinne und ein Feuchtgebiet. Die Pritzerber Laake ist heute unter anderem als Naturschutzgebiet ausgewiesen. Ausgedehntestes Waldgebiet ist jedoch der Seelensdorfer Forst, ein in kirchlichem Besitz befindliches Forstareal, welches vor allem mit Kiefern bepflanzt ist. Das gesamte Gebiet Seelensdorf ist Teil des Naturpark Westhavelland und des Landschaftsschutzgebietes Westhavelland.